# Halorientalis
Genre
Espèces de rang inférieur
- Halorientalis regularis

Halorientalis est un genre d'archées halophiles de la famille des Halobacteriaceae.